# 造瘘术

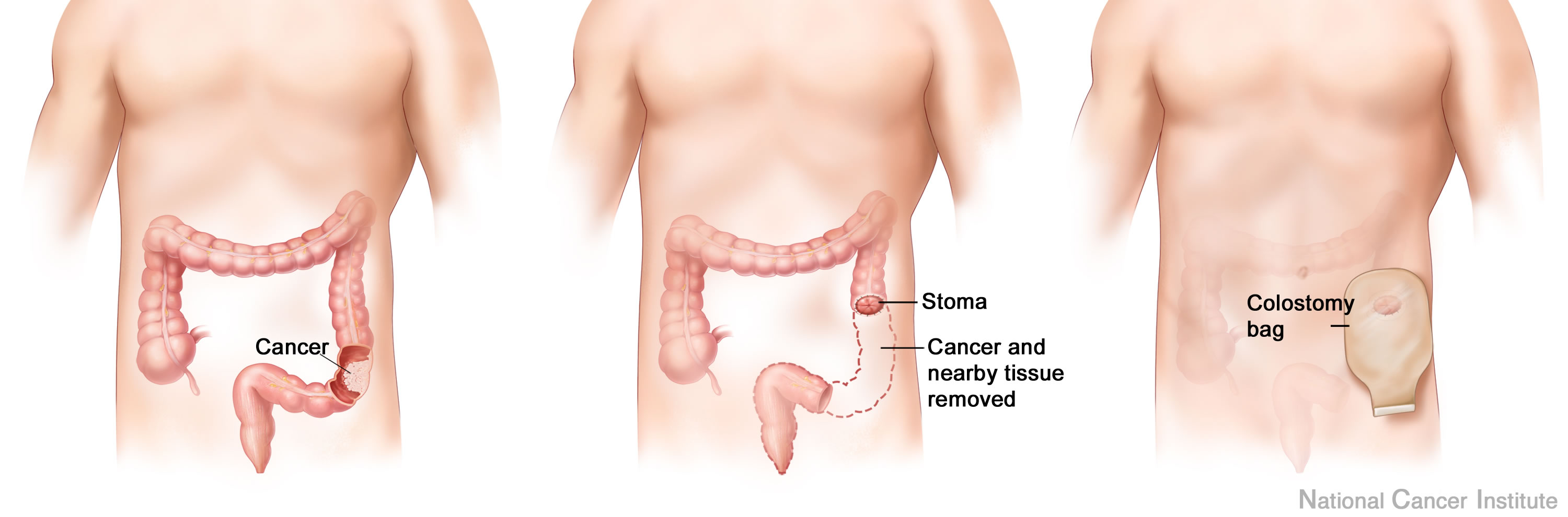
人结肠癌切除后，结肠造口示意图

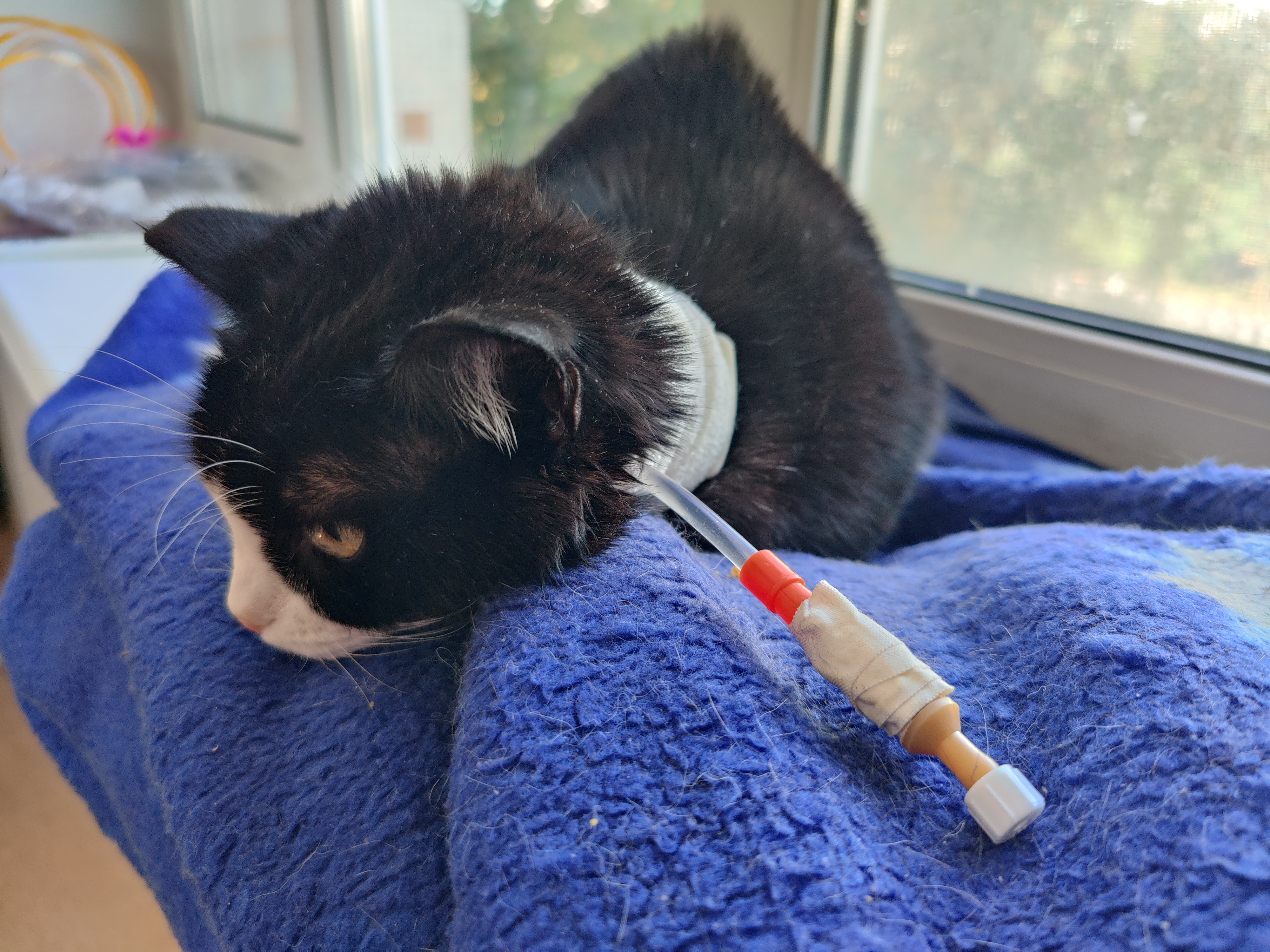
猫的食管造瘘，较鼻饲管不易堵塞

造瘘术（ostomy）又称造口術，简称造瘘、造口，泛指任何在两个中空器官之间、中空脏器与腹壁之间、或有腔室器官制造人工开口的手术，亦即“将器官打洞”。
常见的造瘘术包括气管造口术、结肠造口术、胃造瘘术、胆囊造瘘术、膀胱造瘘术、肾盂造瘘术、输尿管造瘘术、脑室造瘘术等。人工的開口稱為人工造口、人造口、吻合口；相對地，嘴、鼻孔和肛门是天然的孔洞。人造口、天然口均属于身体上的开口（stoma）。

## 關聯條目
- 淚囊鼻腔造瘘術（Dacryocystorhinostomy，醫學縮寫DCR）
- 氣管造口術（Tracheostomy）
- 皮膚輸尿管造瘻術（英语：ureterostomy）（Ureterostomy）
- 恥骨上方膀胱造瘻（英语：suprapubic cystostomy）（Suprapubic Cystostomy，醫學縮寫SPC）
- 經皮內視鏡胃造瘻術（Percutaneous Endoscopic Gastrostomy，醫學縮寫PEG）